# Cardamine niigatensis
Cardamine niigatensis là một loài thực vật có hoa trong họ Cải. Loài này được H.Hara mô tả khoa học đầu tiên năm 1983.